# Joseph-Claude Drevon
Pour les articles homonymes, voir Drevon.
Joseph-Claude Drevon (29 septembre 1747 à Lyon - 14 novembre 1823 à Langres) est un avocat, magistrat et homme politique français.

## Biographie
Issu d'une ancienne famille langroise, cousin par sa grand-mère paternelle Anne Diderot (1689-1756) du philosophe Denis Diderot, Joseph-Claude Drevon est le fils d'André Drevon, bourgeois de Lyon, et Marguerite Drevon. Il entretient de bonnes relations avec ses cousins Diderot et Caroillon, tenant notamment une correspondance épistolaire avec Mme de Vandeul et étant l'un des héritiers de Caroillon de Melleville. Après avoir fait son droit, Joseph-Claude Drevon est reçu avocat en parlement et exerce à Langres.
Le 3 novembre 1789, il est élu député suppléant du tiers aux États généraux par le bailliage de Langres. Il est admis à siéger, le 13 novembre 1789, en remplacement de Henryot, démissionnaire. À la séance du 9 août 1790, il prend la parole dans la discussion de la Constitution, pour défendre les attributions du ministère public dans l'organisation judiciaire.

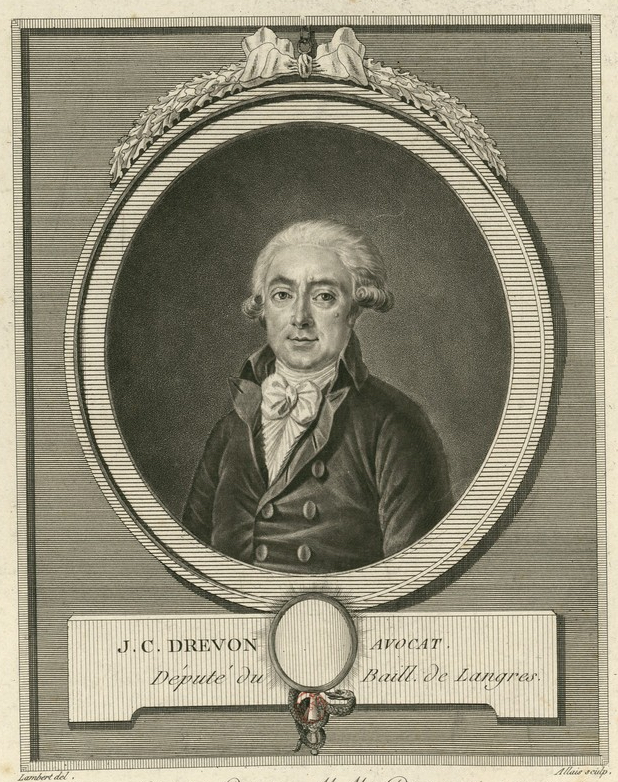
Portrait de Drevon.

À son retour à Langres, il est élu maire en 1791. Le 4 septembre 1792, le département de la Haute-Marne, pour hâter les élections des membres de la Convention faites à proximité de l'ennemi, les élut au scrutin de liste. Drevon est élu mais il refuse immédiatement ce mandat, et est remplacé par Wandelaincourt, évêque du département. Devenu président du tribunal de district de Langres le 6 septembre 1792, il est confirmé dans ses fonctions le 8 mai 1794. Membre du corps municipal, il présente un projet de caisse municipale de bienfaisance le 30 janvier 1795. En l'an IV, il devient commissaire du pouvoir exécutif près du tribunal correctionnel de Langres.
Le 3 germinal an VII, il est élu député au Conseil des Cinq-Cents, et prête son concours au coup d'État du 18 brumaire. Aussi est-il nommé, le 16 prairial an VIII, président du tribunal civil de Langres, poste qu'il occupe jusqu'à son décès.
Il redevient conseiller municipal de Langres le 10 septembre 1807.
Il est décoré de la Légion d'honneur sous la Restauration.
Marié à Marguerite Sanrey, fille du négociant Philibert Sanrey et d'Anne Viney, parente de l'abbé Agnus-Bénigne Sanrey (1589-1659) et cousine des Caroillon, il est le père de :
- Nicolas-Philibert (1773-1859), inspecteur de l'enregistrement et des domaines à Langres
- Pierre-Louis (1775-1848), officier d'état-major, receveur des contributions et conseiller général, gendre du général Bonnet. Son fils, Alexandre Joseph Drevon, inspecteur des eaux et forêts, marié à Louise Caroline Benoist de La Grandière (arrière petite-fille d'Étienne Benoist de La Grandière), sera le père de inspecteur général des finances Pierre Drevon (1867-1946), chef du service de l'Inspection générale des finances et administrateur de la Compagnie générale pour la navigation du Rhin, et le beau-père de Marcel Marion.
- Marie-Anne-Marguerite-Joséphine (1785-1866)

Il était propriétaire notamment de terrains à Voisines (provenant de l'abbaye d'Auberive), du grand pré de l'évêché à Langres et du terrage du Fayot à Marcilly.
Il meurt le 14 novembre 1823, au palais de justice de Langres.

## Pour approfondir